# Fantasia Barrino
Fantasia Barrino, nome completo Fantasia Monique Barrino (High Point, 30 giugno 1984), è una cantante, compositrice e attrice statunitense.
Dopo aver vinto la terza edizione di American Idol nel 2004 è stata acclamata dalla critica internazionale, ottenendo un Grammy Award su dodici candidature, tre Billboard Music Award, tre NAACP Image Award e due ASCAP Award. I Grammy Award hanno inoltre riconosciuto l'artista con il BOE Global Artist Award nel 2013 per i suoi contributi nell'industria musicale.
Fantasia ha pubblicato sette album e numerosi singoli, vendendo negli Stati Uniti 4 milioni di album e 2,5 milioni di singoli. Il suo primo singolo, I Believe, ha debuttato alla prima posizione della Billboard Hot 100, facendola divenire la prima artista della storia uscita da American Idol a raggiungere questo risultato con il singolo di debutto.
Dall'aprile 2007 è stata anche attrice protagonista nel musical di successo tratto da Il colore viola a Broadway, nei panni di Celie, grazie al quale ottiene l'Outstanding Broadway Debut Performance Award ai Theatre World Award e il Distinguished Honoree ai NAACP Theatre Award. Successivamente ha preso parte nel musical di Broadway After Midnight e a numerosi programmi e show televisivi statunitensi. Nel 2023 ha interpretato nuovamente il ruolo di Celine nella seconda trasposizione cinematografica de Il colore viola, per la quale ha ricevuto una candidatura al Golden Globe per la migliore attrice in un film commedia o musicale, al BAFTA alla migliore attrice protagonista e allo Screen Actors Guild Award per il miglior cast cinematografico.
Ha duettato con dive del soul come Aretha Franklin, Patti LaBelle e Chaka Khan, e artisti contemporanei dell'hip hop, gospel e r&b come Michelle Williams, Emeli Sandé, Missy Elliott, Kelly Rowland e Jennifer Hudson.

## Biografia e carriera
Nasce e cresce in Carolina del Nord ad High Point. I suoi genitori, Joseph e Diane Barrino, sono entrambi cantanti e si spostano per tutta la regione. Fantasia cresce quindi in un ambiente povero, pericoloso per una giovane ragazza come lei, ma è subito circondata dalla musica e trae dalla musica soul e gospel la sua ispirazione per combattere, ascoltando miti come Aretha Franklin o Patti LaBelle.

### 2004-2006:American Idol, Free YourselfeFantasia
Nel 2004 Fantasia, allora diciannovenne, si presenta alle audizioni di Atlanta del famoso programma American Idol. Le sue innate doti vocali, la sua grinta travolgente e la sua presenza scenica impressionano il pubblico americano che la porta a vincere la terza edizione del programma, con un distacco di circa un milione di voti su 65 milioni totali dalla seconda classificata Diana DeGarmo. Memorabile la sua interpretazione di "Summertime", tratta da Porgy and Bess, che la lasciò in lacrime in quanto dedicata alla figlia Zion, e che venne definita dal giudice Randy Jackson la migliore esibizione mai sentita nella storia del programma.
Dopo il trionfo ad American Idol, l'artista firma un contratto con la J Records, casa discografica di artisti come Alicia Keys o Whitney Houston. Il suo primo album Free Yourself debutta nella top ten della classifica americana e vende in totale oltre 2 milioni di copie, sostenuto il brano di debutto, "I Believe". Il singolo raggiunge fin dalla sua pubblicazione la prima posizione della Billboard Hot 100, rimanendovi per undici settimane e diventando il singolo più venduto in America nel 2005, con 2 milioni di copie, stabilendo così un record, essendo la prima artista a debuttare alla numero 1 con un singolo di debutto. Dall'album vengono estratti altri 4 singoli, che diventano enormi hit R&B, come la traccia che dà il nome all'album, "Free Yourself" con la collaborazione di Missy Elliott, e la melodica "Truth Is". Fantasia ottenne successivamente tre nomine ai Grammy Awards del 2006, tra cui Best R&B Album, vince tre Billboard Music Award, tra cui Top Selling Single of the Year per "I Believe" e due ASCAP Award. Fantasia è stata eletta anche artista numero-uno per "Adult Urban Contemporary Format 2005 " secondo Billboard Magazine.
Il suo secondo album, Fantasia, viene pubblicato il 12 dicembre 2006 e riscuote un buon successo negli Stati Uniti, vendendo oltre 500 000 copie (in totale circa 600.000), debuttando alla posizione numero 19 della Billboard 200 e 3 della US Top R&B/Hip-Hop Albums. Vengono estratte diverse hit R&B "When I See U", rimasta in vetta alla classifica americana R&B per 8 settimane e ricevendo la certificazione d'oro dalla RIAA. L'album ha fruttato all'artista altre due nomination ai Grammy Awards, svoltisi nel febbraio 2008, tra cui Best Contemporary R&B Album, e ottiene inoltre una nomina agli American Music Award come Favorite Soul/R&B Female Artist.

### 2007-2010:Back to Mee il debutto a Broadway conThe Color Purple
Dall'aprile 2007, la cantante prende parte al musical di Broadway The Color Purple (tratto dal romanzo Il colore viola) nei panni della protagonista, Celie. Il musical, tratto dalla novella di Alice Walker, ottiene un successo strepitoso grazie all'apporto della cantante, con un salto di 100 milioni di dollari nel botteghino dello spettacolo, e riceve commenti entusiasti dalla critica. Fantasia ottiene uno tra più importanti premi per un attore di Broadway, il Theatre World Award come Outstanding Broadway Debut Performance. Inoltre ha ripreso il ruolo di Celie nel tour nazionale di The Color Purple durante le tappe di Washington, Chicago, Atlanta e Los Angeles.
Fantasia vanta inoltre un'importante collaborazione con la regina del soul Aretha Franklin, nel singolo "Put you Up on Game", uscito il 13 novembre 2007. Successivamente nel 2008 collabora con Jennifer Hudson nel brano "I'm His Only Woman", nominato nel 2009 ai Grammy Awards come Best R&B Performance by a Duo or Group with Vocal e vincitore del NAACP Image Award come Outstanding Duo or Group.
Dopo la realizzazione di una show televisivo sulla propria vita, chiamato Fantasia for Real, nell'agosto 2010 l'artista ha pubblicato il suo terzo album di inediti, a distanza di quattro anni dal precedente. Il disco intitolato Back to Me, ha ottenuto un ottimo successo di vendite negli Stati Uniti, arrivando alla seconda posizione della Billboard 200 e divenendo il primo album di Fantasia a raggiungere la prima posizione della US Top R&B/Hip-Hop Albums, con un totale di 490 000 copie vendute. Vengono estratti i singoli "Bittersweet", che diviene il terzo numero uno della cantante nella US Adult R&B Songs Chart, e quarto top10 della Hot R&B/Hip-Hop Songs, e "I'm Doin' Me". Il primo estratto ha fatto ottenere a Fantasia il primo Grammy Award come Best Female R&B Vocal Performance e il NAACP Image Award come Outstanding Song.

### 2011-2015:Side Effects of Youe ritorno a Broadway
Nel 2011 Fantasia è stata scritturata nel suo primo ruolo cinematografico, interpretando la cantante gospel Mahalia Jackson in un film biografico Mahalia! diretto da Euzhan Palcy. Le riprese sarebbero dovute iniziare ad ottobre 2011, ma a causa della gravidanza di Fantasia l'inizio delle riprese furono posticipate a gennaio 2012, per poi essere definitivamente annullate per controversie e malumori espressi nel corso dei mesi riguardo ai comportamenti tenuti dalla cantante nei confronti della produzione riguardo alla sua gravidanza.
Nel giugno 2012 annuncia un nuovo album prodotto da Harmony Samuels e in uscita per la RCA Records. Il disco viene anticipato dalla pubblicazione del singolo Lose to Win, diffuso nel gennaio 2013. L'album, intitolato Side Effects of You, viene pubblicato nell'aprile seguente e diviene il secondo debutto alla posizione numero 2 della Billboard 200 e numero uno della US Top R&B/Hip-Hop Albums. Diviene inoltre il primo album a debuttare alla prima posizione della US R&B Albums Chart, vendendo 300 000 copie negli Stati Uniti. Il secondo singolo estratto, dal titolo "Without Me", vede parteciparvi Kelly Rowland e Missy Elliott e raggiunge la posizione 74 della Billboard Hot 100 e 2 della US Adult R&B Songs Chart.
Dopo aver partecipato a cinque date del tour nordamericano del tenore italiano Andrea Bocelli, dal novembre 2013 ritorna a Broadway per prendere parte al musical After Midnight. Ai Grammy Awards 2014 riceve tre candidature, tra cui Best Urban Contemporary Album per Side Effects of You. Il 16 ottobre 2014 Fantasia è stata inserita nella North Carolina Music Hall of Fame. La cantante è apparsa sul nuovo album di Natale di Dave Koz, December 25, che consiste in una raccolta di duetti a tema natalizio. Successivamente ha collaborato con l'ex membro delle Destiny's Child, Michelle Williams, nel remix di "If We Had Your Eyes" ed è presente come autrice e voce nella realizzazione del brano "In the Middle of the Night", inserito nel film The Butler - Un maggiordomo alla Casa Bianca.

### 2016-presente:The Definition Of...,Christmas After Midnight,Sketchbooke l'esordio al cinema
Nel gennaio 2016 pubblica il singolo digitale No Time for It, coscritto e prodotto da Brian Kennedy. Successivamente rilascia "Sleeping with the One I Love", uscito nel maggio 2016 scritto e prodotto da R. Kelly, nominato ai Grammy Awards nella categoria Best Traditional R&B Performance. I due singoli anticipano l'album in studio The Definition Of... uscito nel luglio 2016. Oltre ai già citati Brian Kennedy e R. Kelly, partecipano all'album come produttori Ron Fair, Stacy Barthe e Aloe Blacc. Mentre i singoli entrano nella Top10 della US Adult R&B Songs Chart, l'album debutta alla sesta posizione della Billboard 200 e prima della US R&B Albums Chart. In sostegno dell'album intraprende il  Fantasia & Anthony Hamilton: Live in Conc con Anthony Hamilton e il  The Definition Of... Tour tra novembre e dicembre 2016. Nell'ottobre 2017 pubblica l'album natalizio Christmas After Midnight che raggiunge la terza posizione della US Top Holiday Albums. Contemporaneamente intraprendere il Christmas After Midnight Tour nel Nord America.
Il 10 febbraio 2019 ha reso omaggio alla scomparsa della cantante Aretha Franklin ai Grammy Awards 2019, insieme ad Andra Day e Yolanda Adams e ancora durante lo speciale Aretha! A Grammy Celebration for the Queen of Soul. Il 9 marzo 2019 Fantasia annuncia l'uscita del suo sesto album in studio Sketchbook, promosso dal singolo "Enough", che debutta alla seconda posizione della US Adult R&B Singles Chart. L'album raggiunge la posizione numero cinque della US R&B Albums Chart e 62 della Billboard 200. Ai NAACP Image Award del 2020 ha ricevuto tre nomine, tra cui Outstanding Album e Outstanding Female Artist.
Nel 2023 viene scelta nel cast della seconda trasposizione cinematografica de Il colore viola di Blitz Bazawule e prodotto da Steven Spielberg e Oprah Winfrey, ricoprendo nuovamente il ruolo da protagonista.

## Vita privata e controversie
Nella sua autobiografia dichiara di aver subito abusi sessuali da un compagno di classe. All'età di 16 anni rimane incinta di una bambina che sceglie di allevare e che chiama Zion Quari Barrino.
Nel 2006, dopo la pubblicazione della sua autobiografia, il padre della cantante le ha fatto causa per 10 milioni di dollari dopo che lei aveva affermato cose poco lusinghiere su di lui nel libro che lui sosteneva essere false.
Dopo la frequentazione con il giocatore della NFL Michael Clayton, è stata fidanzata tra il 2008 e il 2009 con il rapper Young Dro.
Il 9 dicembre 2008, la seconda casa della cantante sul lungolago del Glynmoor Lakes nella cittadina di Charlotte in Carolina del Nord è stata pignorata. La casa avrebbe dovuto essere messa all'asta nel gennaio 2009, dopo che la società Broward Energy Partners aveva dichiarato che non era stata interamente rimborsata dei 68.000 dollari prestati nel 2006. L'asta è stata annullata dopo che gli avvocati di Fantasia e il finanziatore hanno raggiunto un accordo.
Il 9 agosto 2010, Fantasia è stata ricoverata in ospedale a Pineville, North Carolina, a causa di un sovra dosaggio di aspirina e di sonniferi. Successivamente viene citata in un'istanza di divorzio presentata al tribunale distrettuale della Contea di Mecklenburg, nella quale si sostiene che Fantasia abbia avuto una relazione di un anno con Antwaun Cook, che era sposato, sollevando polemiche sul tema dell'alienazione delle leggi sull'affetto in Carolina del Nord. Fantasia ha affermato che i due hanno iniziato a frequentarsi dopo la separazione di Cook, confermata nel dicembre 2010 da un giudice del North Carolina, affermando che la data di separazione dell'uomo era avvenuta il 14 settembre 2009.
Nel 2011 rimane incinta una seconda volta, senza dichiarare il padre. In quel periodo avrebbe dovuto recitare nel film biografico su Mahalia Jackson, ma a causa delle polemiche e controversie dei familiari della Jackson, ritenenti che "Se Fantasia interpreta il ruolo, imbratterà il nome di Mahalia" mossi dal fatto che il padre del bambino fosse un uomo presumibilmente sposato. La mozione venne poi smentita da una parte familiari. Una mozione confermata venne invece dalla produzione di Dave LaCour Simien, indispettito poiché la cantante aveva nascosto i primi quattro mesi della gravidanza al regista e ai produttori, decidendo di sospendere il film senza una data di inizio riprese o di sostituire Fantasia con Missy Elliott. Il 13 dicembre 2011 ha dato alla luce secondogenito chiamato Dallas Xavier Barrino.
Il 18 luglio 2015 ha sposato Kendall Taylor, uomo d'affari statunitense.

## Artisticità e influenze musicali
La cantante si è spostata su differenti generi nel corso della sua carriera, partendo dal contemporary R&B, soul al gospel, contaminandoli con hip hop, funk, reggae e rock.
Fantasia ha dichiarato fin dall'infanzia di essere stata influenzata dai cantanti soul Aretha Franklin, Patti LaBelle, Chaka Khan e Tina Turner, così come dai cantanti jazz Billie Holiday, Ella Fitzgerald, Cab Calloway e Nina Simone. Patti LaBelle ha dichiarato in più interviste che la Barrino è una sorta di "baby LaBelle". La cantante ha affermato di essere influenzata artisticamente anche dal rock, tramite gli artisti britannici Queen ed Elton John.
Altre influenze sono attinte dal mondo degli spettacoli e musical di Broadway e dalla musica derivata dall'opera del tenore italiano Andrea Bocelli. Con l'inizio della composizione e stesura dei propri brani entra in contatto con altri cantanti e cantautori, tra cui Emeli Sandé, Sevyn Streeter e Andrea Martin.

## Discografia

### Album
- 2004 - Free Yourself
- 2006 - Fantasia
- 2010 - Back to Me
- 2013 - Side Effects of You
- 2016 - The Definition Of...
- 2017 - Christmas After Midnight
- 2019 - Sketchbook

### Singoli
- 2004 - I Believe
- 2004 - Truth It Is
- 2005 - Baby Mama
- 2005 - Free Yourself
- 2006 - Hood Boy
- 2007 - When I See You'
- 2007 - Only One U'
- 2008 - Sunshine
- 2010 - Bittersweet
- 2010 - I'm Doin' Me
- 2011 - Collard Greens & Cornbread
- 2013 - Lose to Win
- 2013 - Without Me (feat. Kelly Rowland & Missy Elliott)
- 2013 - Side Effects to You
- 2013 - If We Had Your Eyes (feat. Michelle Williams)
- 2016 - No Time for It
- 2016 - Ugly
- 2017 - When I Met You
- 2019 - Enough

## Filmografia

### Cinema
- The Color Purple, regia di Blitz Bazawule (2023)

### Televisione
- American Idol, talent show (2004) - partecipante e vincitrice
- American Dreams, serie televisiva (2004) - cameo
- The Fantasia Barrino Story: Life is Not a Fairy Tale, docufilm (2006) - protagonista
- An Evening of Stars: Tribute to Aretha Franklin (2007) - performance in tributo ad Aretha Franklin
- An Evening of Stars: Tribute to Patti LaBelle (2009) - performance in tributo ad Patti LaBelle
- Fantasia for Real, reality docmuentario (2010) - protagonista
- An Evening of Stars: Tribute to Chaka Khan (2011) - performance in tributo ad Chaka Khan
- RuPaul's Drag Race, talent show (2011) - giudice
- The BET Honors, premiazione (2016) - conduttrice e performer

Fantasia ha doppiato Clarissa, personaggio ospite dell'episodio GABF13 de I Simpson Nascerà una stellina (A Star Is Torn). Nella versione italiana dell'episodio, la voce è della cantante Giorgia.

## Doppiatrici italiane
- Alessia Amendola in Il colore viola

## Teatrografia

### Broadway
- The Color Purple (2007)
- After Midnight (2013-2014)

### Tour
- The Color Purple negli Stati Uniti (2009-2010)

## Profilo della voce
- Tipo di voce: soprano
- Nota più acuta di petto: Si4 in Lady marmalade (live al "Patti Labelle UNCF tribute" - 2008)
- Nota più grave: Do2 in Baby I love You (live al "Aretha Franklin tribute" - 2007)
- Estensione vocale: 3 ottave (Do2-Si4)

## Riconoscimenti
- British Academy Film Awards[63]
  - 2024 – Candidatura alla migliore attrice protagonista per Il colore viola
- Golden Globe
  - 2024 – Candidatura alla miglior attrice in un film commedia o musicale per Il colore viola[64]
- Grammy Award[15]
  - 2006 – Candidatura alla miglior interpretazione vocale R&B femminile per Free Yourself
  - 2006 – Candidatura alla miglior interpretazione vocale R&B tradizionale per Summertime
  - 2006 – Candidatura al miglior album R&B per Free Yourself
  - 2008 – Candidatura alla miglior interpretazione vocale R&B femminile per When I See U
  - 2008 – Candidatura al miglior album contemporary R&B per Fantasia
  - 2009 – Candidatura alla migliore interpretazione vocale R&B di un duo o gruppo per I'm His Only Woman
  - 2011 – Miglior interpretazione vocale R&B femminile per Bittersweet
  - 2011 –Candidatura al miglior album R&B per Back to Me
  - 2014 – Candidatura al miglior album R&B progressivo per Side Effects of You
  - 2014 – Candidatura alla miglior canzone R&B per Without Me (con Kelly Rowland e Missy Elliott)
  - 2014 – Candidatura alla miglior interpretazione vocale R&B tradizionale per Get It Right
  - 2017 – Candidatura alla miglior interpretazione vocale R&B tradizionale per Sleeping with the One I Love
- Screen Actors Guild Award
  - 2024 – Candidatura al miglior cast cinematografico per Il colore viola[65]
- Billboard Music Award
  - 2004 – Singolo più venduto dell'anno per I Believe
  - 2004 – Singolo più venduto R&B/Hip-Hop dell'anno per I Believe
- Black Reel Awards
  - 2014 – Candidatura alla miglior canzone originale per In the Middle of the Night
  - 2024 – Candidatura alla miglior interpretazione da protagonista per Il colore viola[66]
  - 2024 – Miglior interpretazione esordiente per Il colore viola[67]
- Critics' Choice Movie Awards
  - 2024 – Candidatura al miglior cast corale per Il colore viola[68]
- NAACP Image Award
  - 2005 – Miglior artista femminile
  - 2007 – Candidatura alla miglior artista femminile
  - 2007 – Candidatura alla migliore attrice in un film televisivo, una miniserie o uno speciale drammatico per Life Is Not a Fairy Tale
  - 2008 – Candidatura alla miglior collaborazione di un duo o gruppo per Put You Up On Game
  - 2009 – Miglior collaborazione di un duo o gruppo per I'm His Only Woman (con Jennifer Hudson)
  - 2011 – Miglior canzone per Bittersweet
  - 2017 – Candidatura alla miglior artista femminile
  - 2020 – Candidatura alla miglior artista femminile
  - 2020 – Candidatura alla miglior canzone tradizionale per Enough
  - 2020 – Candidatura al miglior album per Sketchbook
  - 2024 – Miglior attrice protagonista in un film per Il colore viola[69]
  - 2024 – Miglior cast cinematografico per Il colore viola
  - 2024 – Candidatura all'Entertainer of the Year
- Satellite Award
  - 2024 – Candidatura alla miglior attrice in un film commedia o musicale per Il colore viola[70]
- Theatre World Award
  - 2007 – Miglior debutto a Broadway per The Color Purple